# Lim Mi-kyung
Lim Mi-kyung, född den 17 maj 1967, är en sydkoreansk handbollsspelare.
Hon tog OS-guld i damernas turnering i samband med de olympiska handbollstävlingarna 1988 i Seoul.